# Championnat de Bulgarie de football 1986-1987
Navigation
Saison précédente Saison suivante
La saison 1986-1987 du Championnat de Bulgarie de football était la 63e édition du championnat de première division en Bulgarie. Les seize meilleurs clubs du pays se retrouvent au sein d'une poule unique, la Vissha Professionnal Football League, où ils s'affrontent deux fois, à domicile et à l'extérieur. À la fin de la saison, les deux derniers du classement sont relégués et remplacés par les deux meilleurs clubs de deuxième division.
Cette saison voit la victoire du CFKA Sredets Sofia qui termine en tête du championnat, en devançant de 3 points le Vitosha Sofia et de 8 points le Trakia Plovdiv. Le CFKA remporte là le 24e titre national de son histoire et réussit même le doublé en battant le Vitosha Sofia en finale de la Coupe de Bulgarie. Le tenant du titre, le Beroe Stara Zagora, rate complètement sa saison en finissant 13e du championnat.

## Les 16 clubs participants
| - Vitosha Sofia - CFKA Sredets Sofia - Etar Veliko Tarnovo - FK Spartak Varna - PFK Spartak Pleven - PFC Slavia Sofia - Lokomotiv Plovdiv - Lokomotiv Sofia | - Pirin Blagoevgrad - Chernomorets Burgas - Promu de D2 - FK Dimitrovgrad - Promu de D2 - Trakia Plovdiv - OFK Botev Vratsa - Akademik Svishtov - Beroe Stara Zagora - PFC Sliven |

## Compétition

### Classement
Le barème utilisé pour établir le classement a été modifié puisqu'un match nul 0-0 ne rapporte aucun point aux deux équipes. Il est donc le suivant :
- Victoire : 2 points
- Match nul : 1 point
- Défaite ou match nul 0-0 : 0 point

| Rang | Équipe                | Pts | J  | G  | N  | P  | Bp | Bc | Diff |
| ---- | --------------------- | --- | -- | -- | -- | -- | -- | -- | ---- |
| 1    | CFKA Sredets Sofia C  | 47  | 30 | 21 | 5  | 4  | 73 | 30 | +43  |
| 2    | Vitosha Sofia         | 44  | 30 | 19 | 6  | 5  | 75 | 35 | +40  |
| 3    | Trakia Plovdiv        | 39  | 30 | 16 | 7  | 7  | 57 | 30 | +27  |
| 4    | Lokomotiv Sofia       | 35  | 30 | 14 | 8  | 8  | 67 | 45 | +22  |
| 5    | PFC Slavia Sofia      | 35  | 30 | 15 | 5  | 10 | 59 | 46 | +13  |
| 6    | Lokomotiv Plovdiv     | 30  | 30 | 11 | 9  | 10 | 58 | 44 | +14  |
| 7    | Etar Veliko Tarnovo   | 30  | 30 | 12 | 6  | 12 | 40 | 42 | -2   |
| 8    | Botev Vratsa          | 28  | 30 | 11 | 6  | 13 | 42 | 56 | -14  |
| 9    | PFC Sliven            | 27  | 30 | 11 | 5  | 14 | 52 | 52 | 0    |
| 10   | FK Spartak Varna      | 25  | 30 | 10 | 5  | 15 | 44 | 62 | -18  |
| 11   | Pirin Blagoevgrad     | 24  | 30 | 8  | 10 | 12 | 35 | 47 | -12  |
| 12   | Chernomorets Burgas P | 24  | 30 | 10 | 4  | 16 | 48 | 76 | -28  |
| 13   | Beroe Stara Zagora T  | 21  | 30 | 8  | 5  | 17 | 44 | 54 | -10  |
| 14   | PFK Spartak Pleven    | 21  | 30 | 7  | 9  | 14 | 31 | 50 | -19  |
| 15   | Akademik Svishtov     | 21  | 30 | 7  | 8  | 15 | 29 | 51 | -22  |
| 16   | FK Dimitrovgrad P     | 21  | 30 | 8  | 6  | 16 | 32 | 66 | -34  |

|  | Qualification pour la Coupe des clubs champions 1987-1988                                |
|  | Qualification pour la Coupe des Coupes 1987-1988                                         |
|  | Qualification pour la Coupe UEFA 1987-1988                                               |
|  | Qualification pour la Coupe Intertoto 1987                                               |
|  | Relégation en deuxième division                                                          |
|  | T : Tenant du titre C : Vainqueur de la Coupe de Bulgarie P : Promu de deuxième division |

## Bilan de la saison
| Championnat de Bulgarie de football 1986-1987 |                                |
| Champion                                      | CFKA Sredets Sofia (24e titre) |
| Coupes et trophées                            |                                |
| Vainqueur de la Coupe de Bulgarie 1986-1987   | CFKA Sredets Sofia             |
| Qualifications continentales                  |                                |
| Coupe des clubs champions 1987-1988           | CFKA Sredets Sofia             |
| Coupe des Coupes 1987-1988                    | Vitosha Sofia                  |
| Coupe UEFA 1987-1988                          | Trakia Plovdiv                 |
| Coupe UEFA 1987-1988                          | Lokomotiv Sofia                |
| Coupe Intertoto 1987                          | Etar Veliko Tarnovo            |
| Coupe Intertoto 1987                          | FK Spartak Varna               |
| Promotions et relégations                     |                                |
| Promus en Vissha PFL                          | PFC Minyor Pernik              |
| Promus en Vissha PFL                          | FC Lokomotiv Gorna Oryahovitsa |
| Relégués en B PFL                             | Akademik Svishtov              |
| Relégués en B PFL                             | FK Dimitrovgrad                |